# Elthusa sigani
Elthusa sigani là một loài chân đều trong họ Cymothoidae. Loài này được Bruce miêu tả khoa học năm 1990.